# 克弗諾瓦峰

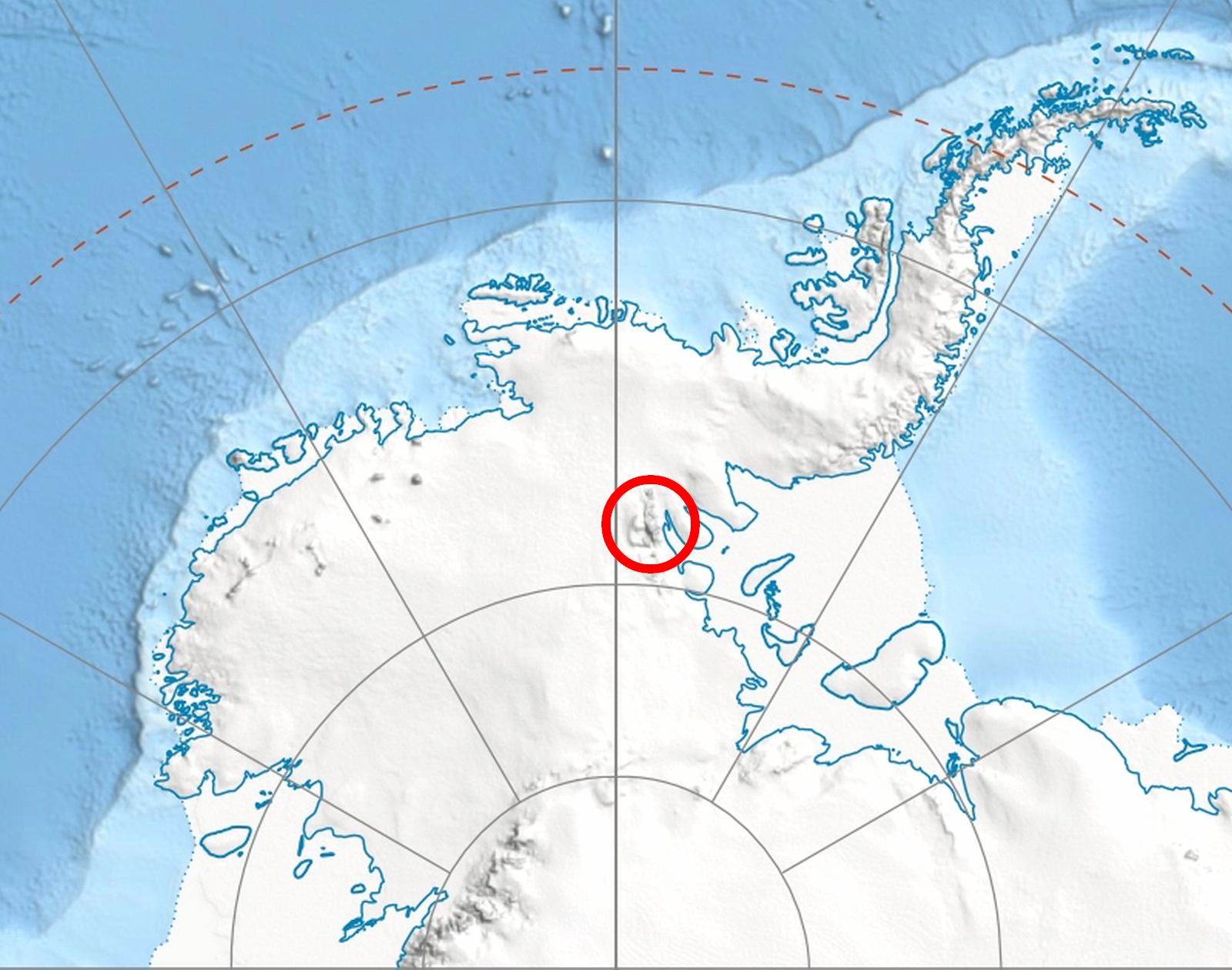

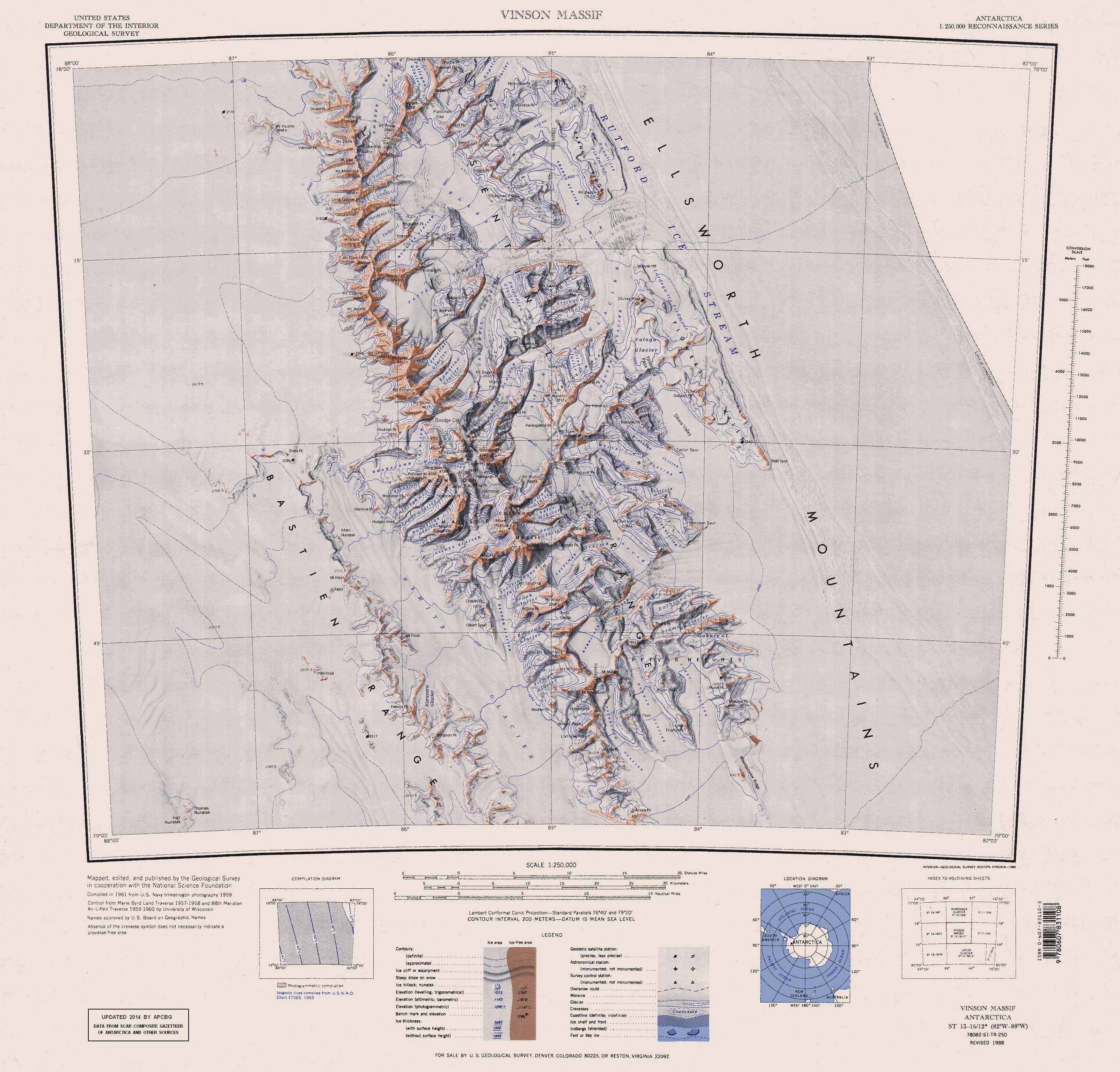

克弗諾瓦峰（英語：Klenova Peak）是南極洲的山峰，位於埃爾斯沃思地，處於文森山西南面，屬於埃爾斯沃思山脈中森蒂納爾嶺的一部分，海拔高度2,300米，現時由南極條約體系管理。